# Émile Pouget
Émile Pouget (Pont-de-Salars, Aveyron, França, 12 de Outubro de 1860 - Lozère, Seine-et-Oise, 21 de Julho de 1931) foi um anarquista francês, próximo ao anarcossindicalismo. Foi vice-secretário da Confederação Geral do Trabalho de 1901 à 1908.